# Formatie van Loenhout
De Formatie van Loenhout is een geologische formatie in de diepere ondergrond van het noorden van België, in het Kempens Bekken. Deze formatie behoort tot het Onder-Carboon (Dinantiaan) en komt nergens aan de oppervlakte. Ze is alleen bekend uit boringen. De naam komt van het dorp Loenhout in de provincie Antwerpen.

## Beschrijving
De Formatie van Loenhout bestaat uit verschillende typen kalksteen. Ze komt voor in het grootste deel van het Kempens Bekken, behalve het uiterste oosten, het gebied rondom Wezet (Visé) en de Voerstreek. Kenmerkend zijn lokale verschillen in het type kalksteen. De oorzaak hiervan zijn verschillende afzettingsmilieus, die verschillen in de facies van het gesteente veroorzaken.
Op sommige plaatsen lag er in het Vroeg-Carboon een koraalrif. Op deze plekken komt overwegend boundstone voor. In andere plaatsen bestaat de Formatie van Loenhout uit kalkmodder (mudstone), die in ondiep, rustig zeewater werd gevormd. Op andere plaatsen bestaat de formatie uit wackestone, of kalkbreccie. De hoeveelheid fossielen (bioklasten) varieert sterk: mudstone is arm aan grotere fossielen, maar in de rif-boundstone zijn de fossielen dragend. In wackestone komen veel fossielen van bivalven en crinoïden voor.
De Formatie van Loenhout valt in de subetages Brigantiaan tot Holkeriaan. Dit geeft de formatie een ouderdom tussen ongeveer 330 en 340 miljoen jaar.

## Stratigrafie
Het stratotype van de Formatie van Loenhout is de boorkern 007E178 bij Loenhout. 
De Formatie van Loenhout ligt bovenop de kalksteen van de Formatie van Velp. Op de meeste plekken ligt over de Formatie van Loenhout de Formatie van Souvré (verkiezelde dolomiet en schalie uit het bovenste Viséaan). Waar in de Formatie van Loenhout een koraalrif voorkomt ontbreekt de Formatie van Souvré erboven en ligt de Formatie van Loenhout direct onder de Formatie van Chokier (Onder-Namuriaan, vooral schalie en kleisteen).
In het oosten, waar tijdens het Vroeg-Carboon een slenk ontstond, gaat de Formatie van Loenhout lateraal over in de Formaties van Berneau, Visé en Goeree.